# 유료도로

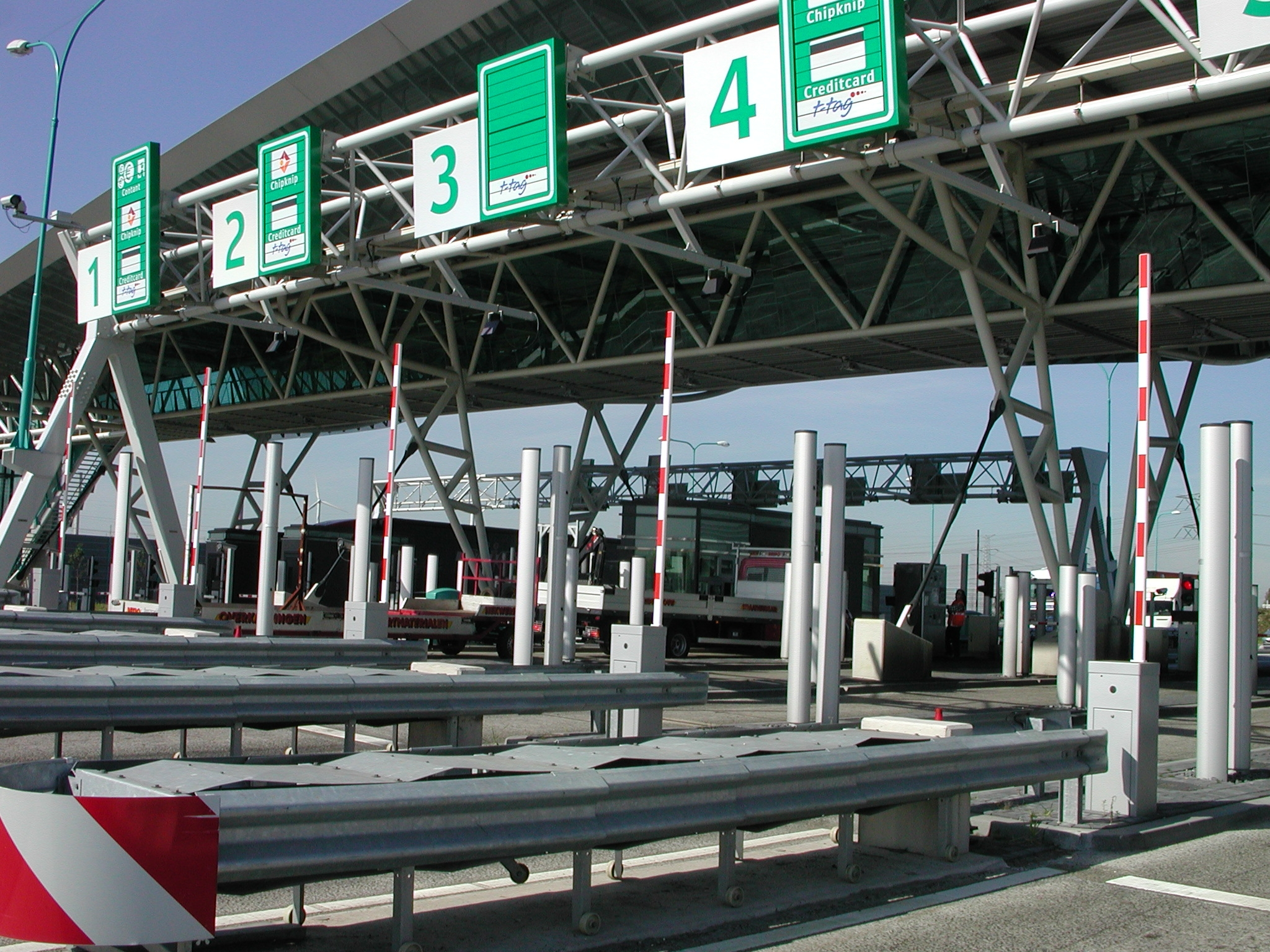

유료도로(有料道路, 영어: toll road, turnpike, tollway)는 통행료를 내고 주행해야하는 도로이다. 일반적으로 고속도로, 자동차 전용도로등이 대부분이며 개인 도로등도 유료도로가 될 수 있다. 또한 터널을 통과하여 돈을 내고 통행하게 될 경우도 역시 유료도로로 취급한다. 예를 들자면 대한민국의 모든 고속도로에서는 유료로 운영되고, 자동차 전용도로 중 부산에 있는 번영로가 이에 해당되기도 한다. 하지만 일본의 경우 고속도로, 지역 고규격 도로는 물론 교량까지도 유료로 통행하는 경우도 있고 홍콩과 마카오, 중화인민공화국 등을 이어주는 강주아오 대교도 역시 유료도로로 취급한다. 이와는 정반대로 미국, 유럽 등지에서는 무료로 고속도로를 이용하고 있는 경우도 있어 고속도로의 빚을 국가가 책임을 지는 사례로 볼 수 있다. 다만 국력이 약한 일부 국가들은 일반 도로까지 유료로 취급하고 있다.

## 단점
유료도로는 대부분 톨게이트가 설치되는데 톨게이트로 인한 정체를 단점으로 뽑을 수 있다.

## 같이 보기
- 다인승 통행료 차로